# Ginta Lapiņa
Ginta Lapiņa (* 30. Juni 1989 in Riga) ist ein lettisches Model.

## Biografie
Lapiņa begann ihre Karriere als Model 2005, als sie in Riga von Nils Raumanis entdeckt wurde. Sie wurde daraufhin von der New Yorker Agentur MC2 Model Management unter Vertrag genommen; ihr Laufstegdebüt gab sie 2008 während der New Yorker Fashion Week in der Show von Benjamin Cho. Im gleichen Jahr wechselte sie zur Women Management modeling agency.
Seitdem arbeitete Lapiņa nicht nur für viele bekannte Designer wie zum Beispiel Nina Ricci, Marc Jacobs, Dolce & Gabbana, Prada, Oscar de la Renta, Diane von Furstenberg, Vivienne Westwood, Miu Miu, Yves Saint Laurent, Carolina Herrera, Bottega Veneta, Versace, Valentino und Louis Vuitton, sondern sie wurde auch in namhaften Magazinen abgebildet und wirkte in zahlreichen Werbekampagnen mit.
Die Lettin ist seit 2012 mit dem US-amerikanischen Geschäftsmann Adam Hock verheiratet.